# Жаковський потік
Жаковський потік (словац. Žakovský potok) — річка в Словаччині, ліва притока Врбовського потоку, протікає в окрузі Кежмарок.
Довжина приблизно 5.9-6.7 км. Витік знаходиться в масиві Підтатранська улоговина (геоморфологічна підодиниця Попрадська улоговина — схил гори Жаковський копец); на висоті близько 695—700 метрів. Протікає територією сіл Жаковце; Гунцовце і Врбов..
Впадає у Врбовський потік на висоті приблизно 630 метрів.